# Lucentezza dei minerali
La lucentezza dei minerali è una caratteristica che dipende da più fattori contemporanei quali l'indice di rifrazione, la dispersione, la densità ottica e la tessitura della superficie (che può essere la faccia di un cristallo o una superficie di frattura).
Non è quindi possibile misurare la lucentezza. Essa si può comunque distinguere in metallica (tipica delle sostanze che riflettono completamente la luce) e non metallica (tipica dei corpi più o meno trasparenti).
Empiricamente, si può classificare a grandi linee la lucentezza dei minerali secondo lo schema:
| aspetto e lucentezza                            | ad esempio                       | indice di rifrazione |
| ----------------------------------------------- | -------------------------------- | -------------------- |
| non riflettenti, lucentezza terrosa (o assente) | limonite                         |                      |
| poco riflettenti, lucentezza grassa-oleosa      | opale, talco                     | 1,3 - 1,4            |
| molto riflettenti, lucentezza vitrea            | actinolite                       | 1,5 - 1,8            |
| molto riflettenti, con aspetto resinoso         | vesuvianite                      | 1,6 - 1,9            |
| fortemente riflettenti, lucentezza adamantina   | diamante, sfalerite, cassiterite | 1,9 - 2,5            |
| lucenti, con aspetto metallico                  | rutilo                           | 2,5 ed oltre         |

Talvolta, come nel caso della cassiterite, il minerale appare come se fosse ricoperto da una pellicola metallica.